# Els caçafantasmes
|  | Aquest article tracta sobre la pel·lícula de 1984. Si cerqueu la de 2016, vegeu «Caçafantasmes». |

Els caçafantasmes (títol original en anglès, Ghostbusters) és una pel·lícula estatunidenca de 1984 del gènere comèdia fantasia amb alguns tocs de ciència-ficció, produïda i dirigida per Ivan Reitman, i protagonitzada per Bill Murray, Dan Aykroyd, Harold Ramis, Rick Moranis, Sigourney Weaver, Annie Potts i Ernie Hudson.
Va ser un èxit de taquilla i es va registrar com la comèdia més taquillera de la dècada. La seva banda sonora va ser composta per Elmer Bernstein; la cançó Ghostbusters de Ray Parker Jr, va guanyar el premi BAFTA 1985 a la millor cançó original.

## Argument
Peter Venkman (Bill Murray), Ray Stantz (Dan Aykroyd) i Egon Spengler (Harold Ramis) són tres parapsicòlegs expulsats de la Columbia University a Nova York, a causa dels seus estudis i pràctiques poc ortodoxes, i que comencen el seu propi negoci treballant com caçafantasmes, i investigant fenòmens paranormals usant tecnologia sofisticada per intentar capturar les manifestacions ectoplasmàtiques. L'èxit del seu negoci els fa contractar Janine Muntz (Annie Potts), la seva despreocupada secretària, i Winston Zeddemore (Ernie Hudson), com Caçafantasmes de suport.
La seva primera client és Dana Barret (Sigourney Weaver), xelista que té una estranya visió al seu apartament i que es converteix en l'interès amorós de Peter. Tant Dana com el seu veí, Louis Tulley (Rick Moranis), són posseïts i convertits en els avatars que donaran entrada a una entitat destructora en la nostra realitat. Els caçafantasmes descobreixen que l'edifici en el qual residien, va ser construït per un arquitecte que practicava ocultisme i és una porta dimensional que permetrà el pas-via ritual del Mestre de les claus (Tully) i la Guardiana de la porta (Barret) - a Gozer el Gozerià, un semidéu interdimensional que amenaça de destruir Nova York i a tot el món. Els problemes augmenten quan Walter Peck (William Atherton), un empleat de salubritat que té menyspreu per Venkman, apaga la unitat contenidora, alliberant els espectres que havien estat atrapats. Enmig d'un gran esforç, els caçafantasmes derroten Gozer, salven Dana, Louis i la ciutat de Nova York.

## Repartiment
- Bill Murray és Peter Venkman
- Dan Aykroyd és Ray Stantz
- Harold Ramis és Egon Spengler
- Ernie Hudson és Winston Zeddemore
- Annie Potts és Janine Melnitz
- Rick Moranis és Louis Tully
- Sigourney Weaver és Dana Barrett
- William Atherton és Walter Penn

## Seqüeles
La primera seqüela d'Els caçafantasmes va ser titulada senzillament Caçafantasmes 2 amb el mateix elenc, Dan Aykroyd, Bill Murray, Harold Ramis, Ernie Hudson, Sigourney Weaver, Annie Potts i Rick Moranis, però aquesta vegada combatent a l'esperit d'un antic bruixot moldau. La pel·lícula es va estrenar el 1989, però va tenir menys èxit de taquilla que la seva predecessora. El tercer lliurament de la saga, anomenat també Caçafantasmes, es va llançar l'estiu del 2016, el quart, Ghostbusters: Afterlife, en 2021, i Ghostbusters: Frozen Empire en 2024.

## Curiositats[calcitació]
- El paper de Winston va ser originalment escrit per Eddie Murphy.
- Encara que mai s'esmenta en el guió, el fantasma verd que els caçafantasmes pesquen a l'hotel va ser anomenat cap de ceba, a causa de la seva horrorosa olor. Una escena en la qual el fantasma fetilla 2 nuvis exposant la seva particularitat va ser tallada en el muntatge final. Com mai no s'esmenta el seu nom a la pel·lícula, els guionistes de la sèrie de dibuixos animats van posar al fantasma verd un nom molt diferent: Slime (enganxós).
- Quan l'Home de Marshmallow explota i cau a sobre de la gent, es pot veure com una gran quantitat cau damunt del secretari del departament de medi. L'actor no va ser avisat d'això i es va emprenyar molt amb Ivan Reitman.
- Com a cameo apareixen Larry King, Casey Kasem, Bill Walton i Ron Jeremy.
- El logo del fantasma, és el segon més reconegut al món, després del logo de Coca-Cola.

## Videojocs[calcitació]
El primer joc de vídeo basat en Els caçafantasmes va ser un joc de Activision per MSX, Commodore 64, Spectrum i Amstrad, datat l'any d'estrena de la pel·lícula, 1984. El títol esdevingué un succés de vendes i, com a curiositat, era dels primers a introduir veus (concretament a la pantalla d'inici).
La segona part de la pel·lícula va tenir també el seu videojoc, novament de la mà de Activision i als formats clàssics de 8 bits s'afegirien els de 16 bits com Atari ST, Commodore 64, AMIGA o PC. Posteriorment hi hauria versions per a les primeres videoconsoles.
Un nou videojoc es publicà el 26 de juny de 2009 per les consoles Xbox 360, PlayStation 3, Nintendo Wii, PlayStation 2, Nintendo DS, PC i PSP amb les veus enregistrades per: Bill Murray, Harold Ramis i Dan Aykroyd.